# Квитка (Одесская область)
Квитка (укр. Квітка) — село, относится к Савранскому району Одесской области Украины.
Население по переписи 2001 года составляло 31 человек. Почтовый индекс — 66224. Телефонный код — 4865. Занимает площадь 0,11 км². Код КОАТУУ — 5124383203.